# Благовещенское (Волоколамский район)
Благове́щенское — посёлок при станции в Волоколамском районе Московской области России. Относится к Ярополецкому сельскому поселению, до муниципальной реформы 2006 года относился к Курьяновскому сельскому округу.

## Население
| 1926 | 2002 | 2006 | 2010 | 2013 | 2014 | 2015 |
| ---- | ---- | ---- | ---- | ---- | ---- | ---- |
| 9    | ↘4   | →4   | ↗11  | ↗12  | →12  | →12  |
| 2016 |      |      |      |      |      |      |
| ↗13  |      |      |      |      |      |      |

## Расположение
Посёлок при станции Благовещенское расположен у станции Благовещенское Рижского направления Московской железной дороги примерно в 11 км к западу от центра города Волоколамска. Ближайшие населённые пункты — деревни Федцово и Шебаново.